# Bahnhof Margreid-Kurtatsch

Der Bahnhof Margreid-Kurtatsch (italienisch Stazione di Magrè-Cortaccia) befindet sich an der Brennerbahn im Süden Südtirols.

## Lage
Der Bahnhof befindet sich auf 216 m Höhe mitten im Talboden des Unterlands auf dem Gemeindegebiet von Margreid, dessen Ortszentrum sich etwa drei Kilometer weiter westlich befindet. Weitere Dörfer in der näheren Umgebung sind Kurtatsch nordwestlich, Kurtinig südlich, sowie Laag im Südosten, jenseits der nahe am Bahnhof vorbeiführenden Brennerautobahn und der Etsch.

## Geschichte
Zur Eröffnung der Teilstrecke der Brennerbahn von Verona durch das Etschtal nach Bozen 1859 existierte noch keine Haltemöglichkeit zwischen dem Bahnhof Salurn und dem Bahnhof Neumarkt-Tramin. Ende des 19. Jahrhunderts erforderten die Entwicklung des Transportwesens für landwirtschaftliche Produkte und das gestiegene Passagieraufkommen einen zusätzlichen Bahnhof bei Margreid. Dieser konnte auf dem vier bis fünf Meter hohen Schotterdamm errichtet werden, der anlässlich des Baus der Bahnstrecke im ehemaligen Sumpfgebiet aufgeschüttet worden war.
In den 1920er Jahren wurde das Aufnahmsgebäude durch einen Stahl-Glasvorbau ergänzt. Um 2000 erfolgten Renovierungsmaßnahmen sowie die Errichtung von P+R-Haltestellen.

## Baulichkeiten
Das Aufnahmsgebäude ähnelt stilistisch einem eleganten Landhaus. Es ist zweigeschoßig, in klarer Symmetrie gestaltet und verfügt über ein Walmdach, das an einem straßenseitig vorspringenden Bauteil als Dreiecksgiebel ausgestaltet ist. Das bis 2002 gut erhaltene Magazin wurde im Rahmen der Umgestaltung der Parkplätze abgebrochen.

## Funktion
Der heutige Bahnhof Margreid-Kurtatsch ist betriebstechnisch lediglich ein Haltepunkt. Bedient wird er durch Regionalzüge der Trenitalia sowie der SAD.